# Medische Sprache
Die medische Sprache oder das Medische ist die ausgestorbene Sprache der iranischen Meder. Zusammen mit dem ebenfalls ausgestorbenen Parthischen, den kaspischen Sprachen (unter anderem Gilaki und Mazandarani), den kurdischen Sprachen, dem Zaza-Gorani und dem Belutschi wird die Sprache der Meder als nordwestiranische Sprache klassifiziert.
Der ursprüngliche Name der medischen Sprache ist unbekannt.

## Nachweis und Identität
Medisch ist nur durch einige Lehnwörter im Altpersischen belegt. Über die Grammatik ist nichts bekannt. Aus der Zeit der Meder sind keine Dokumente erhalten geblieben.
Im Unterschied zu anderen iranischen Völkern wie den Persern werden die Meder ausschließlich in fremden Quellen erwähnt, wie beispielsweise in akkadischen Quellen aus der Mitte des 9. Jahrhunderts v. Chr. und in Herodots historischer Darstellung des persisch-medischen Konfliktes aus dem 5. Jahrhundert.
Herodot erwähnt in seinen Historien, dass das Wort spaka (σπάκα) für ‚Hündin‘ medisch sei. Dieser Begriff und seine Bedeutung sind in modernen iranischen Sprachen wie Talisch erhalten. Im Russischen heißt ‚Hund‘ sobáka (соба́ка).
Im 1. Jahrhundert v. Chr. erwähnt Strabon eine Verwandtschaft zwischen den verschiedenen iranischen Völkern und deren Sprachen: „[Von] jenseits des Indus’ […] erstreckt sich Ariana soweit, dass es einige Teile Persien, Mediens, und im Norden Parthien und Sogdien umschließt; diese Völker sprechen annähernd dieselbe Sprache.“ (Geographika 15.2.1–15.2.8)